# NGC 3664
NGC 3664 is een balkspiraalstelsel in het sterrenbeeld Leeuw. Het hemelobject ligt 77 miljoen lichtjaar van de Aarde verwijderd en werd op 16 maart 1879 ontdekt door de Duitse astronoom Ernst Wilhelm Leberecht Tempel.

## Synoniemen
- UGC 6419
- IRAS 11218+0336
- MCG 1-29-41
- 8ZW 146
- DDO 95
- ZWG 39.170
- KCPG 283B
- VV 251
- Arp 5
- PGC 35041